# Oflag X B Nienburg
Oflag X B Nienburg – niemiecki obóz jeniecki (oflag) przeznaczony dla oficerów, działający podczas II wojny światowej w Nienburgu.

## Kalendarium
Zlokalizowany w okręgu hamburskim oflag zbudowano w czerwcu 1940 dla oficerów francuskich biorących udział w kampanii francuskiej. Od września 1943 przebywali w nim również Włosi. W obozie działała orkiestra z chórem założona przez kompozytora Émile’a Goué. Przez pięć lat niewoli dali 18 koncertów symfonicznych.

Obóz zlikwidowano w kwietniu 1945 roku.

## Warunki życia
Wieloletnia izolacja, pogarszające się warunki socjalne, głodowe racje żywnościowe – w 1940 roku było to 165g mięsa na tydzień (w tym 70g dorsza) i brak kontaktu ze światem zewnętrznym.

## Polscy więźniowie
- Wiceadmirał Józef Unrug[2]
- ppłk dypl. Adam Lewicki
- Stanisław Mieszkowski
- Bł. Marian Konopiński
- Kontradmirał Stefan Frankowski
- Kmdr w st. spocz. mgr Julian Ochman[3]
- Kpt. Karol Falkowski
- Ppor. Jan Rosmann